# بروخزال
بروخزال (بالألمانية: Bruchsal) هي Grosse Kreisstadt، مدينة وبلدة ألمانية تقع في ألمانيا في Regierungsbezirk Karlsruhe. يقدر عدد سكانها بـ 42,637 نسمة.

## المدن التوأمة
مدن Sainte-Menehould، كومبرن ‏، Sainte-Marie-aux-Mines، غرنيا رادغنا وفولتيرا هي مدن توأمة لـبروخزال.

## أعلام
- ويلهلم هينينج
- توماس كونراد
- أنكه هوبر
- يوهان أندرياس شتاين
- فلوريان ديك
- داميان هوغو فيليب فون شونبورن